# Schacontia medalba
Schacontia medalba là một loài bướm đêm trong họ Crambidae.